# نیوفیلدز (حوزه سرشماری)، نیوهمپشایر
نیوفیلدز (به انگلیسی: Newfields) یک منطقهٔ مسکونی در ایالات متحده آمریکا است که در نیوهمپشایر واقع شده است. نیوفیلدز ۰٫۹۸ کیلومتر مربع مساحت و ۳۰۱ نفر جمعیت دارد و ۱۶٫۷۶ متر بالاتر از سطح دریا قرار دارد.